# تشاه بيد (نصروان)
تشاه بيد (بالفارسية: چاه‌بید) هي قرية تقع في إيران في البلدة المركزية. يقدر عدد سكانها بـ 156 نسمة .